# Mullaghanish to Musheramore Mountains SPA
Mullaghanish to Musheramore Mountains SPA este o arie protejată (arie de protecție specială avifaunistică — SPA) din Irlanda întinsă pe o suprafață de 4.975,63 ha, integral pe uscat.

## Localizare
Centrul sitului Mullaghanish to Musheramore Mountains SPA este situat la coordonatele 51°58′32″N 9°03′44″W / 51.975478°N 9.062173°V.

## Înființare
Situl Mullaghanish to Musheramore Mountains SPA a fost declarat arie de protecție specială avifaunistică în martie 2007 pentru a proteja 2 specii de animale.

## Biodiversitate
Situată în ecoregiunea atlantică, aria protejată nu include niciun habitat protejat.
La baza desemnării sitului se află mai multe specii protejate de  păsări (2): erete vânăt (Circus cyaneus), șoim de iarnă (Falco columbarius).